# Čovjekoljublje
Čovjekoljublje ili grecizam filantropíja (iz starogrčkog ψιλος - prijatelj + ανθροπος - čovjek) označava dobroćudnosti i naklonjeno, ljubaznost, suosjećanje i ljubav prema drugim ljudima.
Osoba koja prakticira čovjekoljublje naziva se čovjekoljub ili grecizam filantrop. Osnovi stav čovjekoljuba je vjerovanje u dobrotu čovjeka i prema tome prepoznaju dobro u ljudima. Ljubav prema ljudima može se pokazati u djelovanju i zalaganju za dobrobit drugih, ili posvetu svoga života u službu drugim ljudima: prije svega altruističko djelovanje.
U SAD-u (kao i u drugim razvijenijim zapadnim državama) često je osnivanje zaklada za pomaganje nadarenih studenata koji nemaju financijskih sredstava za svoje školovanje. Filantropa karakterizira sustavna želja za pomaganjem ljudima čime razvija sve svoje sposobnosti u skladu s prirodom, kako bi postigli sretan život.
Filantropi mogu djelovati primjerice u skladu sa svojom kršćanskom vjerom.
Suprotnost čovjekoljublja je mizantropija.
Izraz čovjekoljublje potječe iz davnih vremena. U to se vrijeme izraz obično odnosio na dobroćudan, velikodušan stav plemenitih, moćnih i bogatih prema svojim ekonomski slabijim sugrađanima. Filantropija je uključivala i značajne dobrovoljne doprinose bogatih građana za opće dobro. Dobrotvori su time povećali svoj ugled, mogli su očekivati zahvalnost i javne počasti. Prije svega, nadalo se da će se vladar kroz blagost i predusretljivost pokazati kao filantrop.
Tijekom prosvjetiteljstva uvriježeni su pojmovi "filantropija" i "ljubav prema čovjeku". Filozofi su ljubav prema ljudima učinili središnjim dijelom određivanja suštine ljudskih bića. Pritom je koncept prirodnog, filantropskog stava ili "čovječanstva" kombiniran s impulsima koji su dolazili iz kršćanske potrage za dobročinstvom. S obzirom na filantropsku praksu, prosvjetiteljski krugovi su se u milosrđu distancirali od tradicionalnog ideala milosrđa. Umjesto dobrotvorne pomoći, treba ukloniti uzrok društvenih bolesti. Od obrazovnih mjera mnogo se očekivalo. Filantropizam, njemački reformski pokret iz 18. stoljeća, bio je revolucionaran u obrazovanju. Filantropi su obrazovanje u općoj filantropiji vidjeli kao primarni obrazovni cilj.
U suvremenom filozofskom i psihološkom diskursu postulat prijateljstva ili ljubavi prema cijelom čovječanstvu vrlo je različito ocijenjen. Često se odbijalo kao utopijsko i protivno prirodi.
U običnom govoru danas, filantropija je često ograničena na svoj materijalni aspekt i izjednačena je s pružanjem privatnih financijskih sredstava u dobrotvorne svrhe. Misli se prvenstveno na velike donacije i osnivanje zaklada. Sredstva se uglavnom koriste za obrazovanje, istraživanje, zdravstvenu zaštitu, kulturna pitanja i borbu protiv društvenih bolesti. Kritičari sumnjaju u snažan politički i društveni utjecaj velikih zaklada koje su samo predane ciljevima svojih osnivača i nisu demokratski legitimirane. Također pretpostavljaju da filantropi imaju sumnjive, sebične motive.